# Fröken statsadvokat
Fröken statsadvokat (tyska: Die Frau im Talar, norska: Frøken Statsadvokat) är en norsk-tysk svartvit stumfilm från 1929. Filmen regisserades av Adolf Trotz efter en roman av Petter Bendow. Manuset skrevs av David S. Arnesen och Jane Bess.
Filmen producerades av Mondial-Film GmbH och Norrøna Film. Den filmades av Robert Lach och Gunnar Nilsen-Vig. Filmen hade premiär den 22 augusti 1929 i Berlin och norsk premiär den 26 december 1929.

## Rollista
- Aud Egede-Nissen – Jonne Holm
- Paul Richter – Rolf Brönne
- Mona Mårtenson – Agda, Rolfs kusin
- Fritz Kortner – konsul Backhaug
- Synnøve Tessmann
- Sigmund Ruud
- Mildred Mehle
- Nikolai Malikoff – grosshandlare Holm
- Ferdinand Bonn
- Hugo Döblin
- Hanni Reinwald
- Wolfgang Zilzer
- Leif Andersen